# Seelbach (Blieskastel)
Seelbach ist ein Ortsteil von Niederwürzbach, einem Stadtteil von Blieskastel im Saarpfalz-Kreis, Saarland.

## Geographie
Seelbach liegt am oberen Ende des Seelbachtals. Nördlich des Ortes liegt Niederwürzbach, südlich davon Aßweiler. Seelbach ist Teil des Biosphärenreservats Bliesgau der UNESCO.

## Geschichte
1180 findet Seelbach als „Selebach“ seine erste urkundliche Erwähnung. Im 15. Jahrhundert wird der Ort zur Wüstung. Erst zur Zeit der französischen Reunionspolitik (1679–1697) findet eine Wiederbesiedlung statt.

## Verkehr
Über die Landstraße 234 ist Seelbach mit Niederwürzbach und Aßweiler verbunden. Eine weitere Verbindung nach Niederwürzbach besteht über die Straße „Alte Steige“. Über Feldwege bestehen darüber hinaus Verbindungen nach Biesingen und Ommersheim.